# Czeremcha skalna
Czeremcha skalna (Prunus padus var. borealis A.Blytt) – takson wyróżniany w różnej randze – jako odmiana, czasem podgatunek w obrębie gatunku czeremcha zwyczajna (Prunus padus), czasem nawet jako odrębny gatunek – Padus petraea. Występuje w Europie. W Polsce jest rośliną rzadką, występującą w wyższych partiach Karkonoszy, Tatr i Bieszczad.

## Rozmieszczenie geograficzne
Występuje w północnej Skandynawii i na północy europejskiej części Rosji oraz w górach Europy: w Alpach, Wogezach, górach Bawarii, Karkonoszach, Karpatach Zachodnich (Tatry, Wielka Fatra i Mała Fatra), Karpatach Wschodnich (Bieszczady, Czarnohora, Góry Rodniańskie) i Karpatach Południowych. Poza Europą podano jej stanowisko w północno-wschodniej Turcji. W Polsce czeremcha skalna jest bardzo rzadko spotykana. Występuje w Karkonoszach, Bieszczadach Zachodnich i Tatrach. Jedyne potwierdzone stanowisko w Tatrach znajduje się na Długim Giewoncie na wysokości ok. 1560 m n.p.m. W Bieszczadach rośnie na Małej Rawce i Wielkiej Rawce, na przełęczy między Wielką Rawką i Małą Rawką, na Kamiennej i w dolinie potoku Litmirz na zboczach Wołowego Garbu. W Karkonoszach występuje w kotłach polodowcowych (w Kotle Łomniczki i Małym Śnieżnym Kotle).

## Morfologia

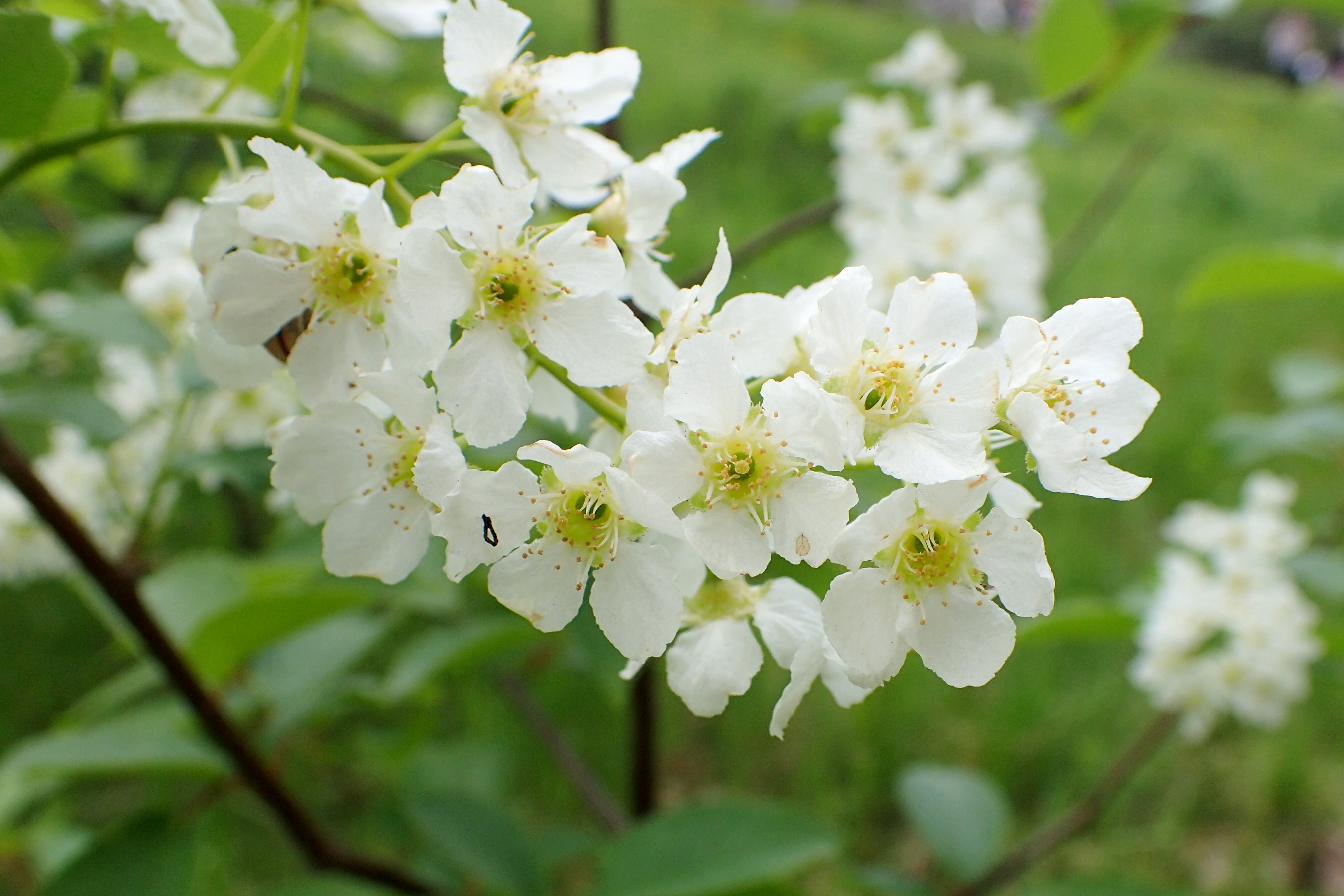
Kwiaty

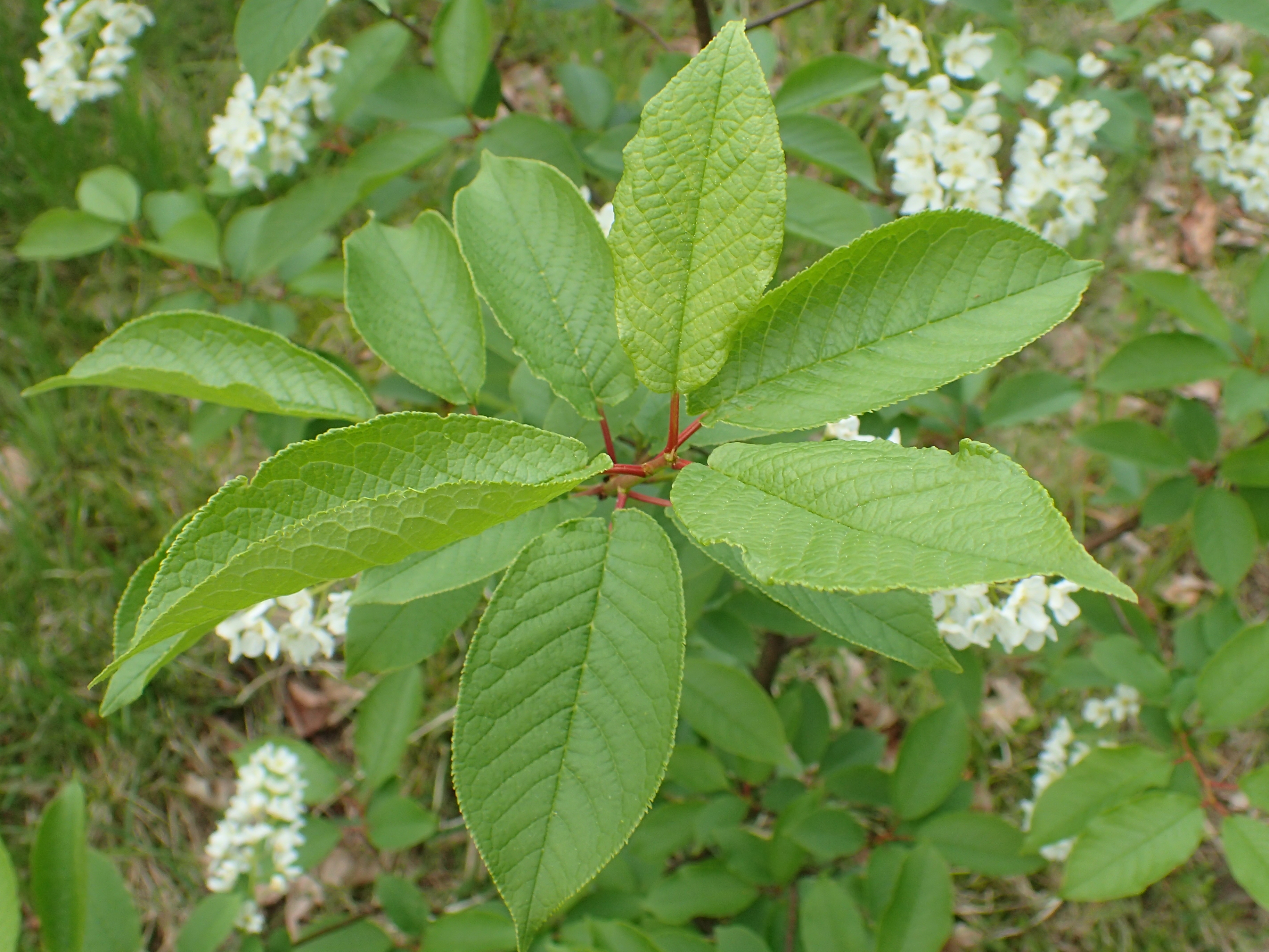
Liście

PokrójNiewielki krzew nie przekraczający 3 m wysokości o szerokiej, jajowatej koronie i zwisających gałęziach. Często rozrasta się na wiele pni. Roślina łatwo wytwarza pędy odroślowe, tworząc formę krzewiastą. Podobna do czeremchy pospolitej
DrewnoDosyć twarde i sprężyste, o drobnych słojach.
LiścieJasnozielone, eliptyczne, ostro piłkowane, krótko zaostrzone, obustronnie matowe, wydłużone, bardzo gładkie, nieco skórzaste, ustawione skrętolegle, liście po spodniej stronie wzdłuż nerwów owłosione. Blaszka liściowa o ostro i dość płytko piłkowanych brzegach, ma długość od 6 do 10 cm i posiada do 12 nerwów bocznych. U podstawy blaszki występują 1-2, łatwo odpadające, zielonkawe gruczołki miodnikowe. Roztarte liście nie wydzielają zapachu.
KwiatyBiałe, bezwonne, na brzegach korony delikatnie ząbkowane, obupłciowe. Kwiatostan zebrany w grona ustawione na pędach niemal poziomo lub lekko wzniesione.
OwocePestkowce, z jajowatą pestką, kuliste, o średnicy od 6 do 8 mm, błyszczące, czarne, o miąższu barwy ciemnowiśniowej. Jadalne, smaczne z lekkim gorzkawym posmakiem.
PędyNa rocznych pędach nieliczne przetchlinki, pędy dość drobne i niezbyt liczne, młode pędy owłosione. Kora ciemna. Pączki bardzo smukłe, spiczaste, przylegające do gałązek.
System korzeniowyRozległy, ale płytki i niezbyt mocny co czyni roślinę podatną na przewrócenie przez silny wiatr. Korzenie wytwarzają odrośla.

## Biologia i ekologia
- Nanofanerofit. Kwitnie: maj-czerwiec. Siedlisko: rośnie na umiarkowanie ubogich glebach (mezotroficznych) pokrywających granitowe skały. Preferuje obszary umiarkowanie zimne, głównie piętra subalpejskie i regla górnego umiarkowane naświetlone. Gatunek neutralny wobec kontynentalizmu[10][7]. Jest gatunkiem charakterystycznym dla: zespołu roślinnego Ass. Pado-Sorbetum i gatunkiem wyróżniającym dla podzwiązku roślinnego Sub All. Rhododendro-Vaccinienion[11].
- Liczba chromosomów 2n=32[12].

## Zagrożenia i ochrona
Gatunek w „Polskiej czerwonej księdze roślin” (2001) ujęty jako gatunek niskiego ryzyka LR. W Wydaniu z 2014 roku otrzymał kategorię VU (narażony). Tę samą kategorię posiada na polskiej czerwonej liście.
W skali całego kraju w Polsce nie jest gatunkiem bezpośrednio zagrożonym wyginięciem, gdyż wszystkie jej stanowiska znajdują się w obrębie parków narodowych, na dokładkę w miejscach o małym ruchu turystycznym. Niektóre jej stanowiska są jednak zagrożone. Na najliczniejszym stanowisku na zboczach Rawki zagrażają jej zacieniające ją drzewa. Z powodu zacienienia od kilku lat nie zakwitnął tutaj żaden okaz. Zacienieniu przez drzewa ulegają również stanowiska w Bieszczadach. Na Długim Giewoncie w Tatrach wszystkie okazy były zaatakowane przez grzybowe choroby roślin i owady.